# Saint-Germain-d’Étables
Saint-Germain-d’Étables – miejscowość i gmina we Francji, w regionie Normandia, w departamencie Sekwana Nadmorska.
Według danych na rok 1990 gminę zamieszkiwały 324 osoby, a gęstość zaludnienia wynosiła 45 osób/km² (wśród 1421 gmin Górnej Normandii Saint-Germain-d’Étables plasuje się na 591. miejscu pod względem liczby ludności, natomiast pod względem powierzchni na miejscu 522.).